# Bentō

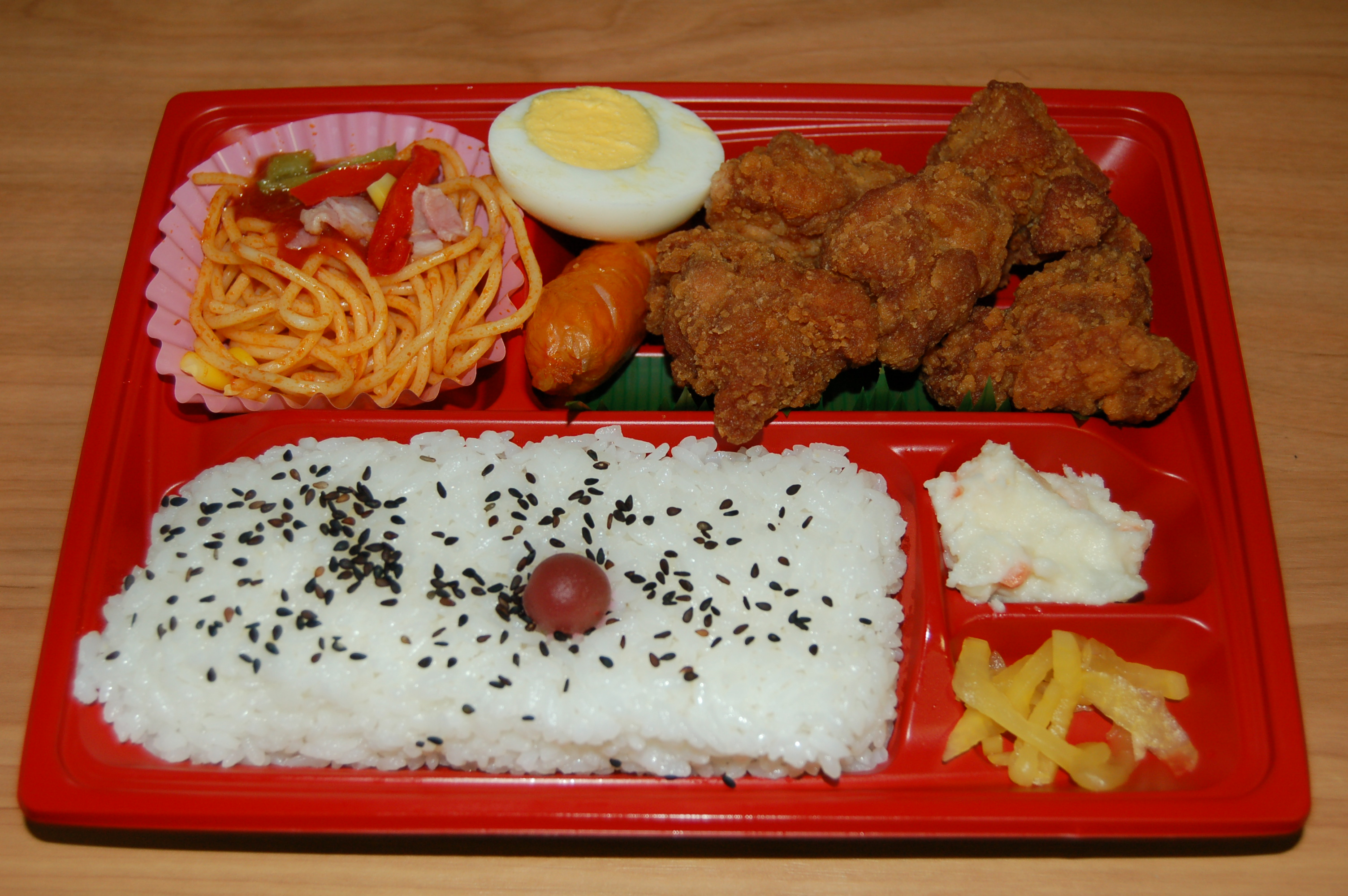
Bentō de frango comprado em loja de conveniência

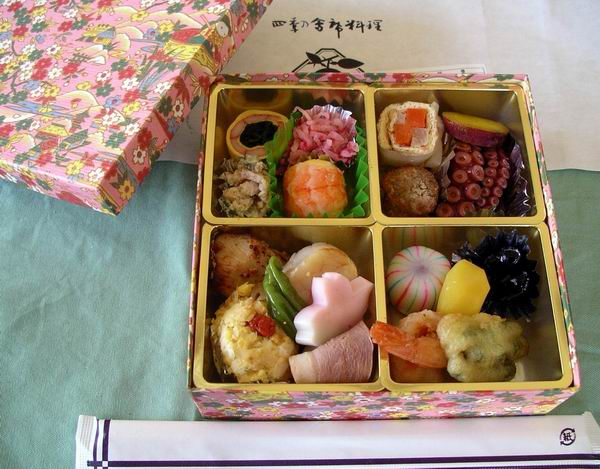
Hanami Bentō.

BentōBentō (弁当), mais comumente referida como obentō (お弁当), é um tipo de marmita japonesa para uma pessoa. Um bentô tradicional contém arroz, peixe ou carne e legumes cozidos ou em conserva (picles) como acompanhamento. São servidos em bandejas próprias que possuem repartições. 
Apesar de serem prontamente disponíveis em lojas de conveniências e lojas de bentobentō-ya (弁当屋) por todo o Japão, o preparo de um bentô atraente ainda é considerado uma habilidade essencial de toda dona-de-casa japonesa.